# Lago Čejbekkël'
Il lago Čejbekkël' (in russo Чейбеккёль?; in lingua altai: Чейбек Köль, letteralmente "lago allungato") è un lago dei monti Altaj, nella Russia siberiana meridionale. Si trova nell'Ulaganskij rajon della Repubblica dell'Altaj.

## Descrizione
Stretto e lungo (1,735 km per 425 m di larghezza) il lago si trova ad una quota di 1 816 m s.l.m. tra le catene montuose degli Ajgulakskij (Айгулакский хребет) e dei Kurajskij, alimentato dal fiume Čibitka che ne è anche l'emissario. Lungo il lago passa la cosiddetta "tratta Ulaganskij", strada che conduce all'altopiano omonimo (Улаганское плато) collegando il villaggio di Aktaš a Ulagan, capoluogo del rajon.
Poco a sud del lago, la strada passa da un forte restringimento della valle formato da rocce di colore rossastro, chiamato «Krasnye Vorota» (Красные Ворота, che significa "porta rossa"). 

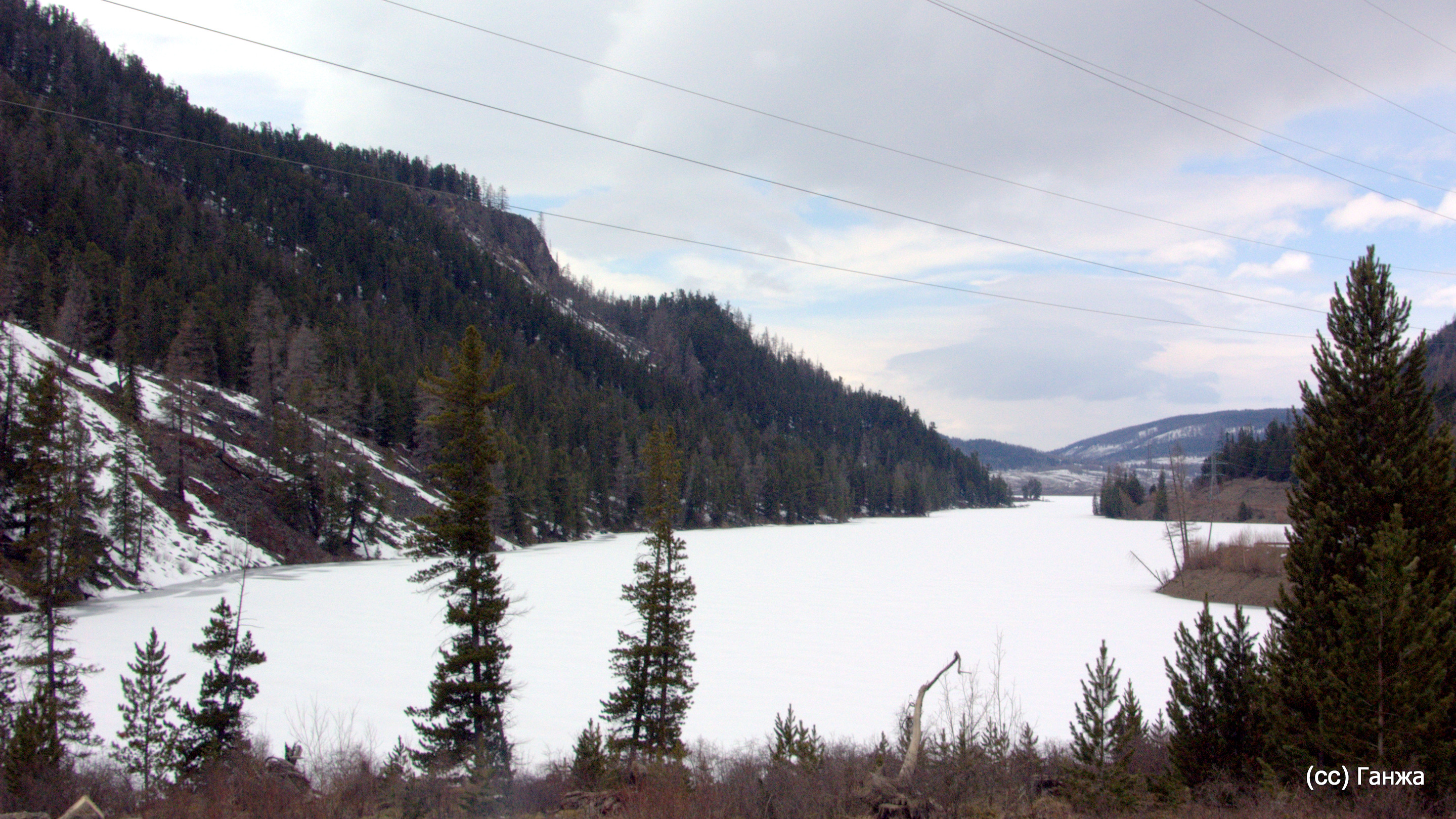
Il lago gelato

## Letteratura
Alcune leggende narravano che gli spiriti maligni infuriavano sulle rive del lago. Questo servì come spunto a Ivan Antonovič Efremov per scrivere il racconto Il lago degli spiriti della montagna («Озеро горных духов»).